# Michael Amon
Michael Amon (* 25. Februar 1954 in Wien; † 11. November 2018 in Gmunden) war ein österreichischer Schriftsteller, Dramatiker und Essayist bzw. Feuilletonist.

## Leben
Michael Amon wurde von seiner Großmutter aufgezogen. Er besuchte acht Jahre ein katholisches Knabeninternat in Wien, danach die Handelsakademie I der Wiener Kaufmannschaft. Er war beim Verband sozialistischer Mittelschüler (Mitglied des Bundesvorstands, Stv. Wiener Landesobmann) und als Geschäftsführer des Österreichisches Schülerzeitungs-Zentrum tätig. Nach dem Schulabschluss arbeitete er ab 1977 in der Privatwirtschaft, zuletzt als kaufmännischer Leiter eines Medienunternehmens. Nebenberuflich schrieb Amon unter anderem für die Furche und das Wiener Journal von Jörg Mauthe. 1992 verabschiedete er sich ganz aus der Privatwirtschaft und übte seine Arbeit als freier Schriftsteller hauptberuflich aus. Amon war seit 1985 verheiratet und lebte abwechselnd in Wien und Gmunden.

## Autor

### Frühe Jahre
Ab etwa 1973 war Michael Amon nebenberuflich für verschiedene Zeitschriften und Zeitungen tätig. Von Michael Amon sind über 500 Artikel in verschiedenen österreichischen oder deutschen Printmedien erschienen. In seinen Anfängen schrieb er vornehmlich Texte zu Themen aus Kultur und Kunst und Theaterkritiken, später auch politische und gesellschaftskritische Essays und Kommentare.
Amon verfasste insgesamt vier Theaterstücke: Sozusagen eine Welt (1984), das den Bürgerkrieg in Österreich von 1934 thematisiert (zusammen mit seinem Co-Autor Helmut Mayer). Für Villach oder Provinz ist überall (1988, Edition Reinhard Deutsch) erhielt Amon den Internationalen Götzner Theaterpreis. Zwei weitere Theaterstücke folgten: Horvath Roth Celan – Die Toten von Paris (1999) und 91st Floor oder das Fenster zur Welt (2016, Verlag eDITION).
Michael Amons Œuvre umfasst auch den Lyrikband Aus und vorbei (1986) und den Erzählband Nachtcafé (1989). 1986 hatte er für die gleichnamige Erzählung den Peter-Altenberg-Preis erhalten.
Sein erster Roman Lemming – Geschichte eines Aufstiegs kam 1998 in der Edition Atelier heraus.
Amon arbeitet für Film und Fernsehen für mehrere nicht realisierte Projekte: Die wilden Jahre des OK (Treatment für einen TV-Film über Oskar Kokoschka, ORF, 1989), Nächstes Jahr wird alles besser (ORF, Wien 1990), Taxman (Treatment für eine Serienproduktion, ORF, 1990).
Beträge des Autors erschienen in Anthologien, wie z. B. Neuestes Wiener Lesebuch (Hrsg. David Axmann, Edition Atelier, 1988), Österreich-Literatur-Jetzt Almanach 1989 (Hrsg. R. Götz, Droschl Verlag, 1989).

### Die 2000er Jahre
2002 erschien Amons zweiter Roman Yquem oder schlafende Konten („ein nicht bloß spannender, sondern politischer Weinkrimi“) im Otto Müller-Verlag (überarbeitete Neuauflage in der eDITION vortschritt 2011). 2006 folgte Sonnenfinster über einen sterbenden Patriarchen und seine NS-Vergangenheit (Lebensborn – Heime) : „Michael Amon taucht in die dunkle Vergangenheit einer Industriellenfamilie ein. Und in die nicht weniger dunkle Vergangenheit dieses Landes“.
Mit der Regierungsübernahme im Jahr 2000 durch die ÖVP-FPÖ-Koalition in Österreich trat Amon verstärkt als kritische Stimme in den Medien auf. Für den Essay-Band Kollateralschäden – Essays zur blau-schwarzen Wende in Österreich, in dem Amon u. a. Robert Menasse, Konrad P. Liessmann oder Rudolf Burger kritisiert, wurde Amon 2005 mit dem Bruno Kreisky-Preis für das politische Buch ausgezeichnet. Amon legte noch drei weitere Essay-Bande vor: Nach dem Wohlstand – Politik jenseits der Menschen (2007), 1968 - Ein kurzes Lächeln im langen Mai (autobiographische Essays, 2008), Und sie lügen doch – 100 Wutanfälle (2009).
Beiträge von Michael Amon aus dieser Periode sind auch in vier Anthologien enthalten: Solidarität – Gestern Heute Morgen (2004), Politische Kultur in Österreich 2000–2004 (2005), Gerechtigkeit – Allen alles oder jedem das Seine? (2006), Jede andere Seite, 46 Kubinesken von Alfred Rossi (2009).

### Ab 2010
Im Herbst 2011 erschien im Wiener Klever Verlag der autobiographische Roman Fromme Begierden, in dem Amon sich sowohl mit den Fragen von Missbrauch und sexuell konnotierter Gewalt während seiner Zeit im katholischen Internat Neulandschulsiedlungen beschäftigte. In der Tageszeitung Kurier (26. November 2011) schrieb Peter Pisa über den Roman: „Er schont niemanden. Er klärt auf. Ist Dokument.“ Der Panikroman (2014), ebenfalls im Klever-Verlag erschienen, ist das Psychogramm sowohl eines von Panikattacken geplagten Individuums als auch das von in Panik verfallenen Finanzmärkten: Egal ob Spekulant mit Millioneninvestments oder gesichtslose Opfer der Spekulationsblasen, niemand entkommt dem gefürchteten oder tatsächlichen Crash. Der Roman ist ausschließlich in der Gegenwartsform erzählt, ein „stream of consciousness“ eines Börsenhändlers.
Neben politischen und gesellschaftskritischen Essays (Krisennovellen – Erzählungen aus dem Wellental der Konjunktur im Wiener Neustädter Verein Alltag Verlag, in dem neben den bisher unveröffentlichten Texten auch drei Erzählungen aus dem vergriffenen Erstling Nachtcafé wieder veröffentlicht werden), nutzte Amon mit seiner vierteiligen Krimibuchserie Bibliothek der Vergeblichkeit auf satirische Weise die Möglichkeiten des Genres, um politische und gesellschaftliche Missstände in Österreich zu kritisieren: Der Glanz der Welt (2012), Wehe den Besiegten (2013), Nachruf verpflichtet (2014), Der Preis der Herrlichkeit (2016). Der STERN bezeichnete den zweiten Band als einen „raffinierte[n] Krimi“, dessen „Parallelen zum real existierenden Österreich nicht von der Hand zu weisen“ wären.
Im Herbst 2018 wurde die Anthologie Zu Ende gedacht. Österreich nach Türkis-Blau (Herausgeber Nikolaus Dimmel und Tom Schmid, Mandelbaum Verlag) über die Konsequenzen der damals in Österreich amtierenden schwarz-blauen Bundesregierung mit einem Beitrag von Michael Amon veröffentlicht.
Das Romanprojekt Tekula – Biographie einer Unbedeutenden über das Leben der Großmutter des Autors blieb unvollendet.

### Rezeption
Michael Amon war von Autoren wie Joseph Roth, Franz Werfel, Kurt Tucholsky und Alfred Polgar beeinflusst. Sein Schreiben wies stets starkes politisches und gesellschaftspolitisches Engagement auf. Er verstand sich als Philanthropen, der unterhalten und aufklären wollte. Rezensent Wolfgang Paterno nannte Amon in der Zeitschrift Profil (Nr. 17, 23. April 2012) einen „Poltervirtuose[n]“ und „radikalpolitische[n] Romancier“.
Als politischer Kommentator erreichte Amon oft breite Resonanz. Seine Wortmeldungen rangierten häufig unter den meistgelesenen und kommentierten Artikeln etwa in DiePresse.com oder als „Kommentar der anderen“ im STANDARD. Im Kurier porträtiert Peter Pisa den Autor als „streitbaren Kommentator der österreichischen Innenpolitik.“
Aufmerksamkeit erlangte auch sein autobiographisches Schaffen, das Kindesmissbrauch in öffentlichen und katholischen Erziehungsanstalten in Österreich thematisierte. 2018 zieht er dazu ein bitteres Resümee in „Opferschutz im Land des großen Vergessens“.

### Sonstiges
Von 1998 bis 2014 war Amon Vorstandsmitglied der Österreichischen Gesellschaft für Kulturpolitik, einer Vorfeldorganisation der Sozialdemokratischen Partei Österreichs (SPÖ), ab 2015 Mitglied des Beirates. Von August 2011 bis September 2013 war er Schatzmeister des Österreichischen P. E. N.-Zentrums (Österreichischer P.E.N. Club), um gemeinsam mit dem neuen Vorstand den P.E.N. nach dessen Konkurs/Ausgleich im Jahr 2010 neu aufzustellen. Nach schweren Differenzen mit der Vorstandsmehrheit über die inhaltliche Ausrichtung des P.E.N. (Amon kritisierte die enge Bindung des österreichischen P.E.N. und einiger seiner Funktionäre an die Konfuzius-Institute und die damit einhergehende relativierende Haltung gegenüber chinesischen Dissidenten), aber auch die Form der Führung (Vorwurf: Präsidialdiktatur, Ignorierung der Statuten) und die finanzielle Gestion (Amtsführung), legte Amon seine Funktionen im September 2013 zurück und trat aus dem österreichischen P.E.N. aus. Dies tat im August 2013 wegen ähnlicher Kritik bereits die 2011 gewählte Generalsekretärin Susanne Scholl, früher: ORF-Moskau.
Ab Herbst 2015 war Amon Mitglied der Grazer Autorinnen Autorenversammlung, der größten und bedeutendsten österreichischen Organisation für literarisch Schreibende.
Des Weiteren war er Mitglied von Das Syndikat – Autorengruppe deutschsprachige Kriminalliteratur und der AIEP Austria – Plattform der österreichischen Krimischriftstellerinnen und Schriftsteller.
2011 zog der Styria-Verlag den schon angekündigten Kriminalroman Der Glanz der Welt zurück. Es entwickelte sich eine Kontroverse zwischen dem Autor und der Verlagsleitung, in deren Verlauf Amon dem Verlag politische Zensur vorwarf, weil der Krimi sich in teils persiflierender Weise auch mit den umstrittenen Geschäften des ehemaligen Finanzministers Karl-Heinz Grasser beschäftigt und auf die unaufgeklärten Vorgänge rund um die ehemalige Gewerkschaftsbank BAWAG eingeht. Die IG Autorinnen und der österreichische P.E.N. erklärten sich mit dem Autor solidarisch und verlangten in öffentlichen Stellungnahmen, dass der Verlag das Werk unverzüglich drucken und in Vertrieb bringen sollte. Der Autor hatte angekündigt, die Drucklegung des Auftragswerkes gerichtlich zu erzwingen. Die Verlagsleiterin Gerda Schaffelhofer wies diesen Vorwurf zurück. In der Zwischenzeit kam es zu einer Einigung zwischen Autor und Verlag, in der von einer Reihe von Missverständnissen im Hinblick auf die gegenseitigen Erwartungen die Rede ist, der Krimi zwar (im Rahmen einer Wiener Trilogie) in einem anderen Verlag (echomedia-Buchverlag) erscheinen soll und gleichzeitig neue Projekte mit Styria in Ausarbeitung sind.

## Werke
- 1983 Sozusagen eine Welt – Geschichte zweier Bürger (gemeinsam mit Helmut Mayer), Theaterstück, Edition Reinhard Deutsch, Bochum.
- 1989 Nachtcafé, Erzählungen, Edition Atelier, Wien.
- 1993 Villach oder Provinz ist überall, Edition Reinhard Deutsch, Bochum.
- 1994 Horvath Roth Celan – Die Toten von Paris, Edition Reinhard Deutsch, Bochum.
- 1998 Lemming – Geschichte eines Aufstiegs, Roman, Edition Atelier, Wien Erstauflage.
- 2002 Yquem, Roman, Otto Müller, Salzburg.
- 2003 Lemming – Geschichte eines Aufstiegs, Roman, Otto Müller, Salzburg, überarbeitete Neuauflage.
- 2005 Kollateralschäden – Essays zur blau-schwarzen Wende in Österreich, Essays, Verein Alltag Verlag, Wiener Neustadt.
- 2006 Sonnenfinster, Roman, Molden Verlag, Wien.
- 2007 Nach dem Wohlstand. Politik jenseits der Menschen., Essays, Molden Verlag, Wien 2007.
- 2008 1968. Ein kurzes Lächeln im langen Mai. Erzählende Essays, Molden/Styria, Wien.
- 2009 Und sie lügen doch. Satirische Essays, Molden/Styria, Wien.
- 2010 Krisennovellen – Erzählungen aus dem Welltental der Konjunktur, Erzählungen, Verein Alltag Verlag, Wiener Neustadt.
- 2011 Fromme Begierden, autobiographischer Roman, Klever Verlag, Wien.
- 2011 Yquem oder Schlafende Konten, Roman, überarbeitete Neuauflage,  eDITION vortschritt, Wien
- 2012 Der Glanz der Welt. Kriminalroman, Echomedia, Wien.
- 2013 Wehe den Besiegten, echomedia Buchverlag, Wien
- Panikroman. Wien: Klever Verlag, 2014.
- Bahö. 50 Wutausbrüche. eDITION vortschritt, 2014.
- Nachruf verpflichtet. Wien: Echomedia, 2014.

## Beiträge in Anthologien (Auswahl)
- 12. Februar 1934/12. Februar 1984 Materialien/Exposés, Szenen, Gedanken, Hrsg.: Volkstheater Wien/Österr. Ges. f. Kulturpolitik, Wien 1984
- Neuestes Wiener Leserbuch (Hrsg. D. Axmann), Edition Atelier, Wien 1988
- Österreich-Literatur-Jetzt Almanach 1989 (Hrsg. Rainer Götz), Droschl Verlag, Graz 1989
- Ganz Wien ist ein Beisl (Hrsg. Franz M. Eybl), Döcker Verlag, Wien 1998
- Solidarität – Gestern Heute Morgen, Verein Alltags Verlag, Wr. Neustadt 2004
- Politische Kultur in Österreich 2000–2004 (Hrsg. N. Dimmel/J. Schmee), Promedia Verlag, Wien 2005 (Beitrag: Beten für den Ständestaat) mit Bruno Kreisky-Anerkennungspreis für das politische Buch 2005
- Gerechtigkeit – Allen alles oder jedem das Seine?, Verein Alltags Verlag, Wr. Neustadt 2006
- Gleichheit – Fragen der Identität, Ähnlichkeit, Vielfalt und Differenz, Verein Alltag Verlag, Wr. Neustadt 2007
- Jede andere Seite, 46 Kubinesken von Alfred Rossi begleitet von eben so vielen literarischen Assoziationen, Hrsg. Helmuth A. Niederle, mit Beiträgen von Michael Amon, Marianne Gruber, Gerhard Jaschke, Konstantin Kaiser, Ulrike Längele u. a., plattXform Johannes Martinek Verlag, Wien 2009
- Armut und Reichtum – Ungleiche Lebenslagen, -chancen, -stile und -welten in Österreich (Hrsg. Michael Rosecker und Sabine Schmitner), Verein Alltag Verlag, Wr. Neustadt 2011
- Der selektive Neoliberalismus oder It´s a long way from Mont Pèlerin, in Dimmel Nikolaus & Tom Schmid (Hrsg.): Zu Ende Gedacht. Österreich nach Türkis-Blau, Verlag Mandelbaum, Wien, 2018

## Übersetzungen
- Übersetzung: Ahrens, Thomas & Larkin, Ed (2019). Fabulous; in: Cole, Isabel Fargo & Derbyshire, Katy (Hrsg.): No Man´s Land. New German Literature in English Translation; 1/2019; Exzerpt aus: Panikroman; Klever Verlag, Wien, 2014.[16]

### Rezensionen (Auswahl)
- „Lemming“, in Die Presse (3. April 1999), Neue Zürcher Zeitung (22. Juni 1999), Wiener Zeitung (5. Feber 1999), Kurier (5. September 1998), Die Furche (11. März 1999), Die Alternative (September 1999), Maxima; Rezensionen der Neuauflage: Vorarlberger Nachrichten (7./8. Feber 2004), Ekzem Informationsdienst (2/04), u. a.
- „Fromme Begierden“: Katalog der Quälereien, Uwe Schütte (Wiener Zeitung, 28. Oktober 2011).
- „Yquem“: Frankfurter Rundschau (14. Dezember 2002), Nürnberger Nachrichten (28. / 29. Dezember 2002), Format (Nr. 43, 2002), Tiroler Tageszeitung (16. August 2003), Salzkammergut Rundschau (6. Oktober 2002), Ostthüringer Zeitung (Nr. 43, 2002), Buchkultur (Nr. 83 A, 2002), Oberösterreichische Nachrichten (15. November 2002), u. a.
- „Sonnenfinster“: Kurier (14. Oktober 2006), Österreich (7. Oktober 2006), Oberösterreichische Nachrichten (20. Dezbember 2006, Lokalteil Salzkammergut 15. November 2006), Wiener Zeitung (7. Oktober 2006).
- „Nach dem Wohlstand“: Kurier (5. August 2007), Österreich (19. Mai 2007), Wiener Zeitung (7. August 2007).
- „1968 – Ein kurzes Lächeln im langen Mai“: Neue Zürcher Zeitung (9. August 2008), Kurier (15. Mai 2008), Die Presse (40. April 2008), Buchkritik.at (20. Juli 2008), Oberösterreichische Nachrichten (7. August 2008), etceterea (2008), u. a.
- „Und sie lügen doch …“: Kurier (15. November 2009), Wiener Zeitung (24. Oktober 2009), Oberösterreichische Nachrichten (10. Oktober 2009), u. a.